# Bahnstrecke Filaga–Palazzo Adriano
| Streckenlänge: | 13,8 km                           |                   |                |
| Spurweite: | 950 mm (ital. Meterspur)          |                   |                |
| Maximale Neigung: | 75 ‰                              |                   |                |
| Zahnstangensystem: | Strub (zwischen Prizzi und Sosio) |                   |                |
| Streckengeschwindigkeit: | 30 km/h                           |                   |                |
| |                                   |                   |                |
| \| \| \| von Lercara \| \| \| \| 0,0 \| Filaga \| 820 m s.l.m. \| \| \| \| nach Magazzolo \| \| \| \| 4,8 \| Prizzi \| 872 m s.l.m. \| \| \| \| Beginn Zahnstange \| \| \| \| 9,3 \| Sosio \| 590 m s.l.m. \| \| \| \| Ende Zahnstange \| \| \| \| 13,8 \| Palazzo Adriano \| 696 m s.l.m. \| |                                   |                   |                |
| Strecke (außer Betrieb) |                                   | von Lercara       | von Lercara    |
| Bahnhof (Strecke außer Betrieb) | 0,0                               | Filaga            | 820 m s.l.m.   |
| Abzweig geradeaus und nach links (Strecke außer Betrieb) |                                   | nach Magazzolo    | nach Magazzolo |
| Bahnhof (Strecke außer Betrieb) | 4,8                               | Prizzi            | 872 m s.l.m.   |
| |                                   | Beginn Zahnstange |                |
| Haltepunkt / Haltestelle (Strecke außer Betrieb) | 9,3                               | Sosio             | 590 m s.l.m.   |
| |                                   | Ende Zahnstange   |                |
| Kopfbahnhof Streckenende (Strecke außer Betrieb) | 13,8                              | Palazzo Adriano   | 696 m s.l.m.   |

Die Bahnstrecke Filaga–Palazzo Adriano war eine eingleisige Schmalspurbahn in Sizilien. Die Strecke führte von Filaga an der Strecke Lercara–Magazzolo über 13,8 km nach Palazzo Adriano. Die abschnittsweise mit Zahnstangen (System Strub) versehene Strecke wurde zwischen 1918 und 1920 eröffnet und 1959 stillgelegt.

## Geschichte
Die  Lercara–Magazzolo wurde in erster Linie dafür konzipiert, die Schwefelgruben an der Strecke an das übrige Streckennetz anzuschließen. Allerdings führte diese Strecke in einiger Distanz an den örtlich nicht unbedeutenden Zentren Prizzi und Palazzo Adriano vorbei, so dass es nahe lag, diese beiden Ortschaften durch eine Stichlinie zu erschließen. Der erste Streckenabschnitt von Filaga nach Prizzi konnte am 16. März 1918 eröffnet werden; die Gesamtstrecke wurde am 21. August 1920 dem Betrieb übergeben.
In den 1950er Jahren benötigte ein Zug für die 13,7 Kilometer von Filaga nach Palazzo Adriano über eine Stunde, was einer Durchschnittsgeschwindigkeit von rund 13 Kilometern pro Stunde entspricht. Damit war die Bahn gegenüber der Straße nicht konkurrenzfähig. Der Bahnverkehr auf der stark defizitären Strecke wurde daher – zur gleichen Zeit wie auf der Strecke Lercara–Magazzolo – am 1. Oktober 1959 eingestellt.

## Betrieb
Die Strecke wurde von den FS betrieben; der Abschnitt von Prizzi nach Sosio war der längste Zahnstangenabschnitt der FS auf Sizilien. Der gesamte Betrieb wurde mit Dampflokomotiven abgewickelt, welche indessen nur eine Höchstgeschwindigkeit von 30 km/h erlaubten.